# Malí en los Juegos Olímpicos de Londres 2012
Malí estuvo representado en los Juegos Olímpicos de Londres 2012 por seis deportistas, cuatro hombres y dos mujeres, que compitieron en cuatro deportes.
La portadora de la bandera en la ceremonia de apertura fue la atleta Rahamatou Dramé. El equipo olímpico maliense no obtuvo ninguna medalla en estos Juegos.